# Шмарко Олександр Миколайович
Олександр Миколайович Шмарко (рос. Александр Николаевич Шмарко, нар. 12 березня 1969, Майкоп) — радянський та російський футболіст, захисник.
Насамперед відомий виступами за клуби «Ротор», «Шахтар» (Донецьк) та «Терек», а також національну збірну Росії.

## Клубна кар'єра
У дорослому футболі дебютував 1987 року виступами за команду клубу «Локомотив-КМВ», в якій провів один сезон, взявши участь у 57 матчах чемпіонату. 
Згодом з 1989 по 1990 рік грав у складі команд клубів «Хімік» (Бєлорєченськ) та «Кубань».
Своєю грою за останню команду привернув увагу представників тренерського штабу клубу «Ротор», до складу якого приєднався 1991 року. Відіграв за волгоградську команду наступні дев'ять сезонів своєї ігрової кар'єри. Більшість часу, проведеного у складі волгоградського «Ротора», був основним гравцем захисту команди.
У 2000 році уклав контракт з клубом «Шахтар» (Донецьк), у складі якого провів наступний рік своєї кар'єри гравця, протягом якого відіграв за «гірників» лише 12 матчів української першості. 
Протягом 2001—2002 років захищав кольори команди клубу «Ростсельмаш».
З 2003 року два сезони захищав кольори команди клубу «Терек». Граючи у складі «Терека» також здебільшого виходив на поле в основному складі команди.
Протягом 2006 року захищав кольори команди клубу «Спартак» (Нижній Новгород).
Завершив професійну ігрову кар'єру у нижчоліговому клубі «Спартак» (Кострома), за команду якого виступав протягом 2006 року.

## Виступи за збірну
У 1998 році зіграв в офіційних матчах у складі національної збірної Росії, провівши у формі головної команди країни 2 матчі (проти Швеції та Іспанії).
| Дата       | Місто   | Господарі | Результат | Гості | Турнір           | Голи | Примітки |
| ---------- | ------- | --------- | --------- | ----- | ---------------- | ---- | -------- |
| 19/08/1998 | Еребру  | Швеція    | 1 – 0     | Росія | товариський матч | -    | 46'      |
| 23/09/1998 | Гранада | Іспанія   | 1 – 0     | Росія | товариський матч | -    | 46'      |
| Усього     |         | Матчів    | 2         |       | Голів            | 0    |          |

## Титули і досягнення
- Володар Кубка Росії (1):

Терек: 2003-04